# Chu Giản vương
Chu Giản Vương (chữ Hán: 周簡王; trị vì: 585 TCN - 572 TCN), tên thật là Cơ Di (姬夷), là vị vua thứ 22 của nhà Chu trong lịch sử Trung Quốc.

## Thân thế
Ông là con trai của Chu Định Vương – vua thứ 21 nhà Chu.

## Trị vì
Sử ký không ghi chép các sự kiện xảy ra dưới thời Chu Giản vương ở ngôi.
Năm 572 TCN, Chu Giản Vương mất. Ông ở ngôi 14 năm. Con ông là Cơ Tiết Tâm lên nối ngôi, tức là Chu Linh Vương.